# Transformers (film)
Transformers je akční film z roku 2007, který je adaptací hraček Transformers, komiksů a kreslených seriálů. Napsal jej Roberto Orci a Alex Kurtzman, režíroval Michael Bay. V hlavních rolích hraje Shia LaBeouf jako Sam Witwicky a Megan Fox jako Mikaela Banes. Ve filmu je zobrazen boj mezi hrdinskými Autoboty a ďábelskými Decepticony, což jsou autonomní robotické organismy z planety Cybertron. Obě skupiny se snaží získat Prajiskru (kostku, anglicky Allspark), která je schopna dát život strojům. Zatímco Decepticoni s její pomocí plánují vybudovat armádu z pozemských strojů, vyhladit všechny lidi a získat tak neomezenou moc, Autoboti se jim v tom snaží zabránit.

## Výroba filmu

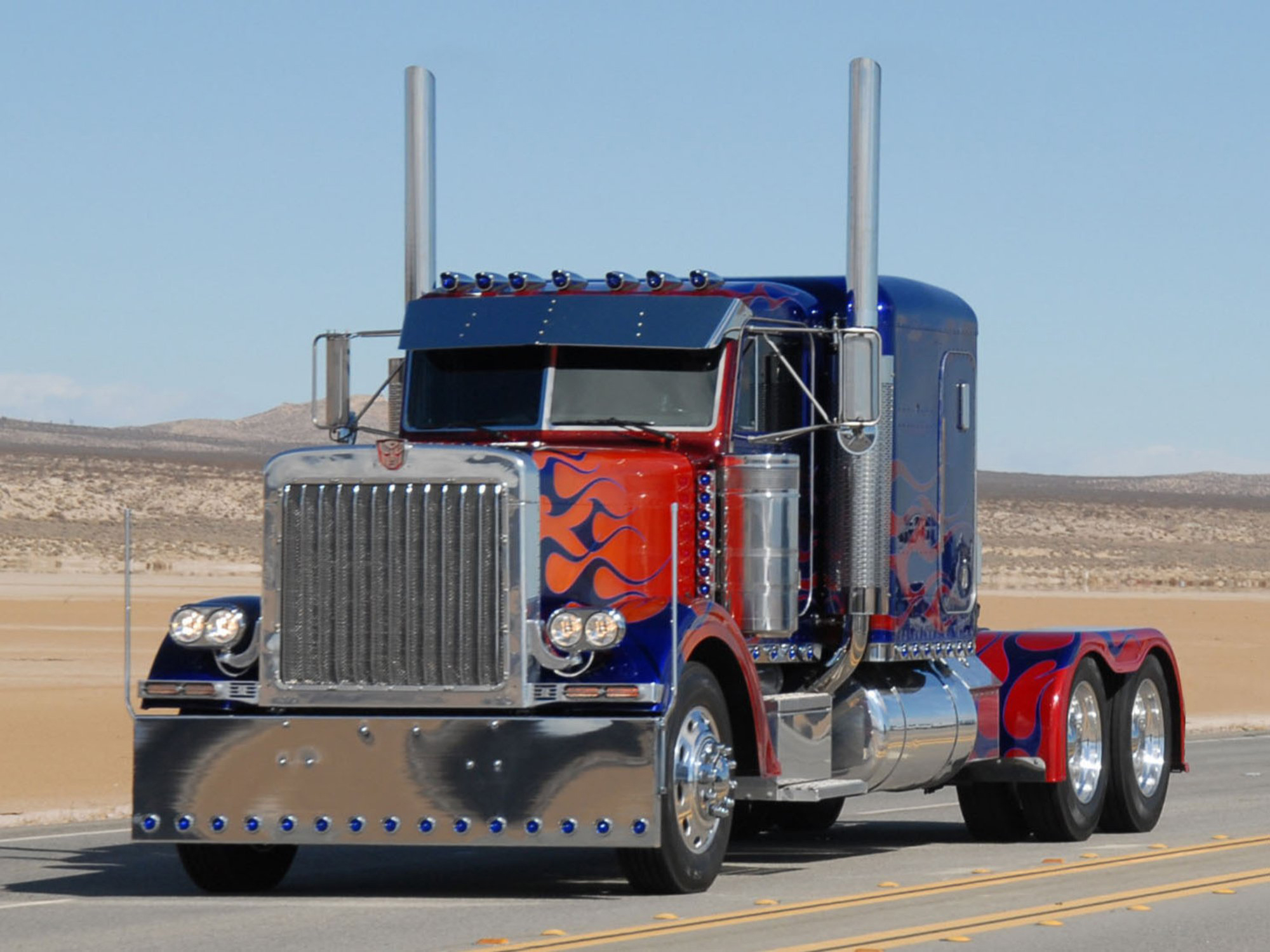
Optimus Prime jako Peterbilt 379

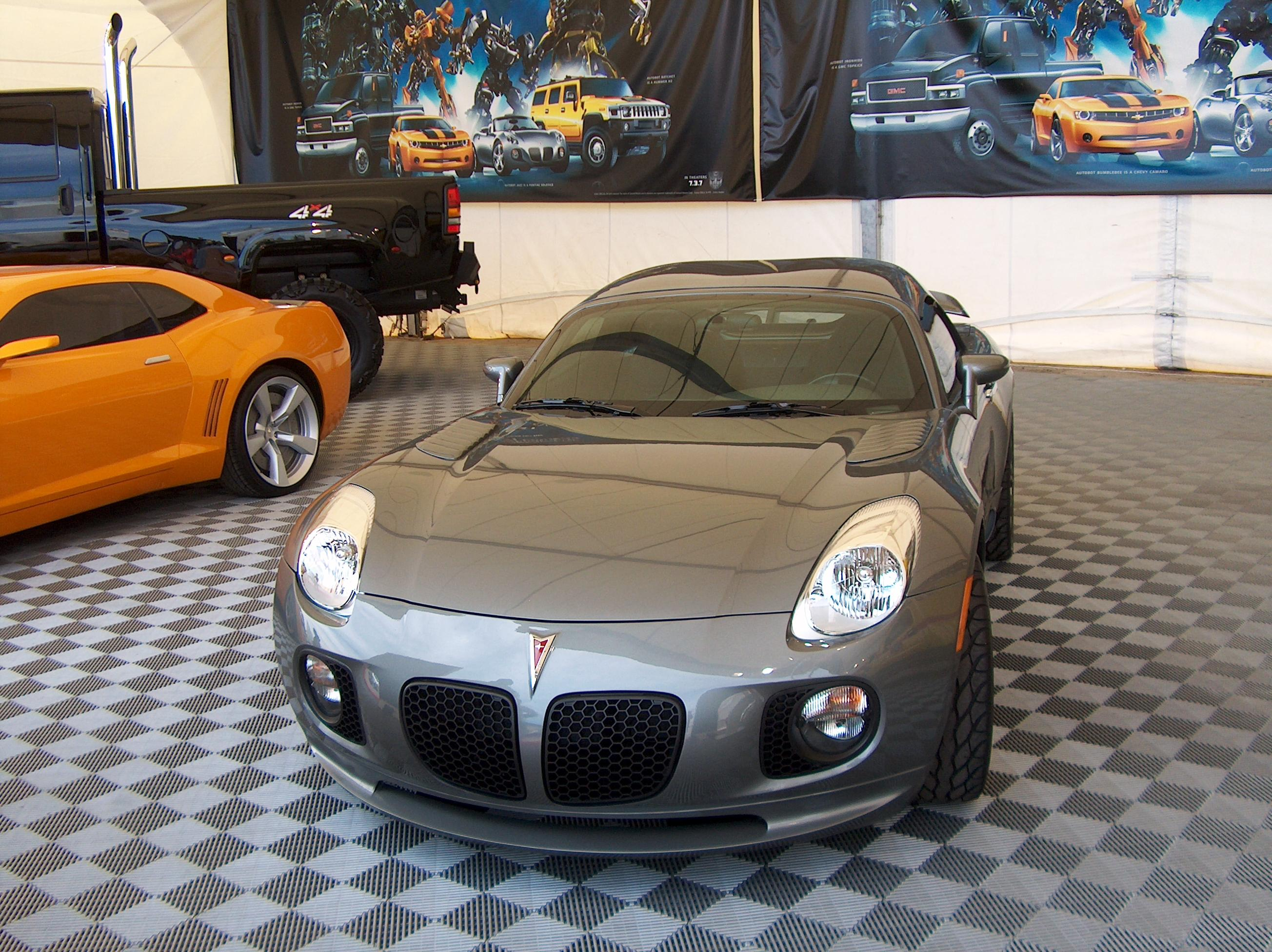
Jazz jako Pontiac Solstice

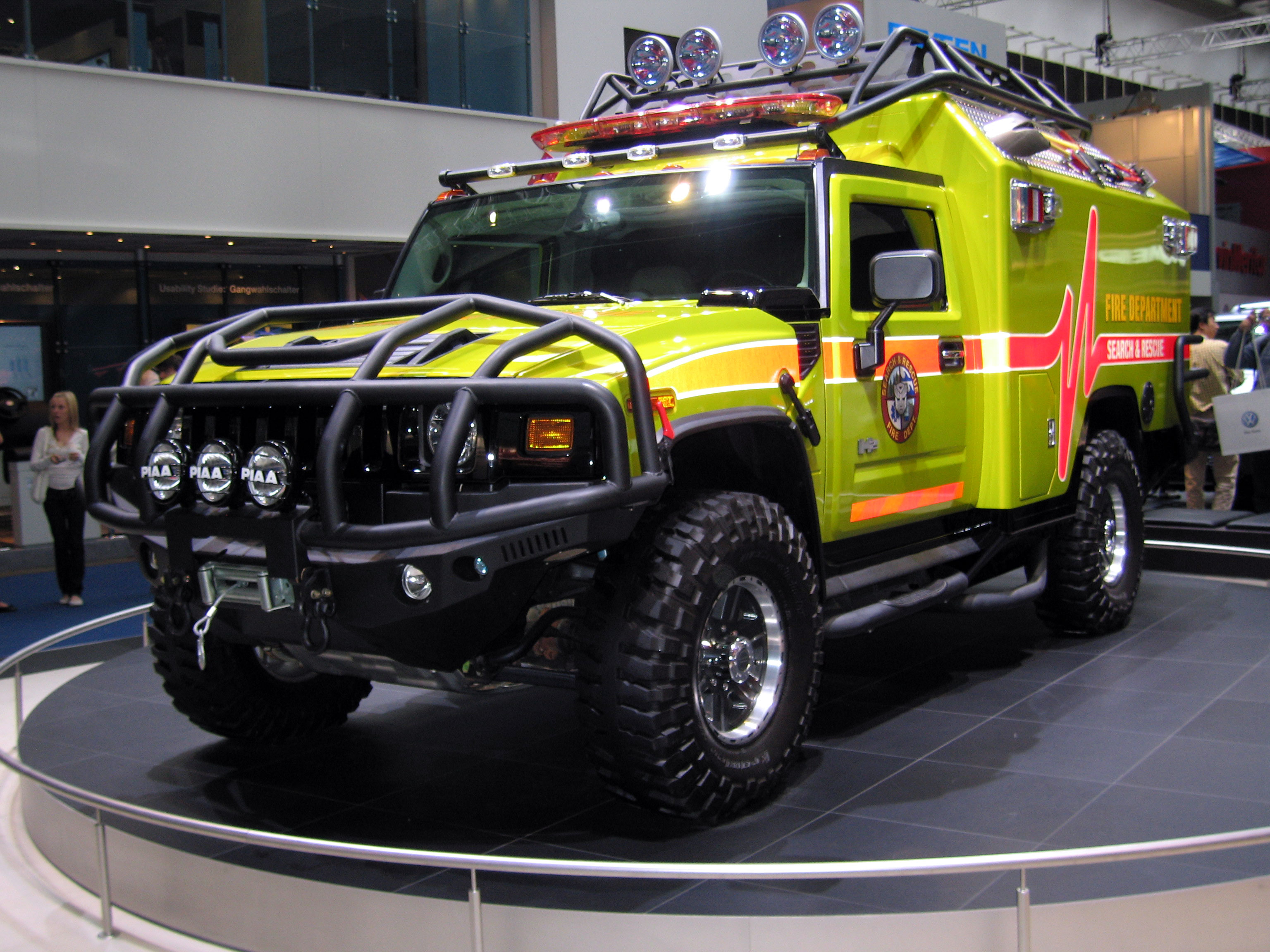
Ratchet jako modifikovaný Hummer H2

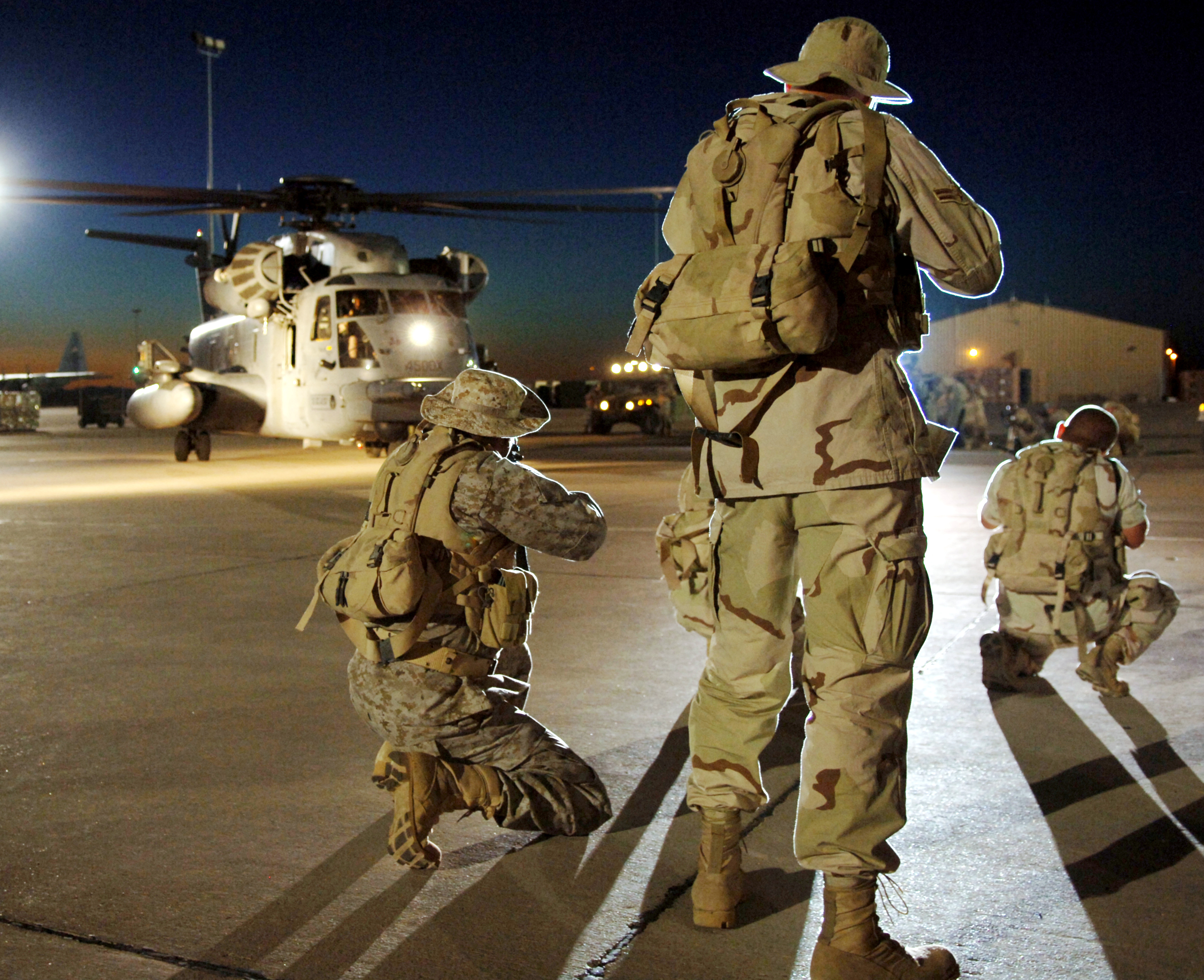
Blackout jako vrtulník Sikorsky CH-53A Sea Stallion na základně Holloman Air Force Base.

Výkonným producentem byl Steven Spielberg. Ozbrojené síly Spojených států amerických a General Motors poskytli letadla a automobily, což přispělo k realistickým vyobrazením soubojů. Výrobce hraček Hasbro uspořádal masivní kampaň na podporu filmu a prodeje souvisejících hraček. Na product placementu se podílela též firma eBay. Výsledkem je celkově 37. nejúspěšnější film, v roce 2007 pak na 5. místě. Celosvětově film vydělal 708 miliónů dolarů, vyhrál 4 ceny od Visual Effects Society, získal 3 nominace na Oscara. Pokračování Transformers: Revenge of the Fallen bylo v Americe ohlášeno na 24. června 2009, u nás pak 25. června 2009.

## Obsazení

### Lidé
- Sam Witwicky
- Mikaela Banes
- Tyrese Gibson
- Reggie Simmons
- Maggie Madsen
- Glen Whitmann
- John Keller
- Tom Banachek
- Jack Holom
- William Lennox
- Samovi rodiče Ron a Judy

### Autoboti
- Optimus Prime – velitel Autobotů, transformuje se do tahače kamionu 379
- Bumblebee – ochránce Sama Witwickyho, transformuje se do sportovního vozu Chevrolet Camaro z roku 1977 (2. generace) a později aktualizuje svůj vzhled na model roku 2006 (5. generace)
- Jazz – poručík Optima Prima, miluje městskou subkulturu, transformuje se do sportovního vozu Pontiac Solstice 935
- Ironhide – střelmistr, charakterem popudlivý specialista na zbraně, transformuje se do GMC TopKick (větší pickup)
- Ratchet – lékař a opravář, transformuje se do záchranářského vozidla Hummer H2

### Deceptikoni
- Megatron – vůdce Deceptikonů. Transformuje se v neznámou mimozemskou stíhačku.
- Starscream – něco jako Ironhide, ale u Deceptikonů. Transformuje se do stíhačky F-22 Raptor.
- Frenzy – nejmenší transformer, transformuje se do běžné elektroniky, deceptikonský špion.
- Barricade – měl za úkol najít Sama. Transformuje se do policejního vozu Saleen Mustang.
- Bonecrusher – jeho význam v příběhu je neznámý. Kromě několika skřeků při souboji s Optimem nic neřekl.
- Brawl – odolnější transformer, má nespočet zbraní a málokterý autobot si s ním poradí.
- Blackout – jeden z největších deceptikonů. Ve filmu ho neuslyšíte říct jedinou větu. Transformuje se do vrtulníku Sikorsky CH-53A Sea Stallion.
- Scorponok – robot ve tvaru škorpiona, útočí na vojáky v Kataru.